# 下忍村
下忍村（しもおしむら）は、埼玉県北埼玉郡にあった村。
現在の鴻巣市北部（一部は行田市）にあたる。1955年（昭和30年）に吹上町と合併して吹上町となり消滅した。

## 地理
- 河川 - 元荒川

### 隣接していた自治体
（括弧内は現在の自治体）
- 行田市（行田市）
- 鴻巣市（鴻巣市）
- 北足立郡
  - 吹上町（鴻巣市）

## 歴史
もとは江戸期より存在する下忍村であった。
- 1889年（明治22年）4月1日 - 町村制施行に伴い、堤根村・樋上村・下忍村（初代）・鎌塚村・袋村が合併し発足[1]。
- 1955年（昭和30年）10月1日 - 吹上町（初代）と合併し、改めて吹上町が発足[2][3]。同日下忍村廃止。吹上町の大字となる。
- 1956年（昭和31年）4月1日 - 旧村域のうち、大字堤根・大字樋上および大字下忍の一部が分離し、行田市に編入される[2]。
- 2005年（平成17年）10月1日 - 吹上町が北埼玉郡川里町とともに鴻巣市へ編入される。